# Giro del Veneto 1979
Il Giro del Veneto 1979, cinquantaduesima edizione della corsa, si svolse il 29 settembre 1979 su un percorso di 234 km. La vittoria fu appannaggio dell'italiano Francesco Moser, che completò il percorso in 6h01'00", precedendo i connazionali Giovanni Battaglin e Silvano Contini.

## Ordine d'arrivo (Top 10)
| Pos. | Corridore                | Squadra                     | Tempo    |
| ---- | ------------------------ | --------------------------- | -------- |
| 1    | Francesco Moser          | Sanson-Luxor TV             | 6h01'00" |
| 2    | Giovanni Battaglin       | Inoxpran                    | s.t.     |
| 3    | Silvano Contini          | Bianchi-Faema               | s.t.     |
| 4    | Gianbattista Baronchelli | Magniflex-Famcucine         | s.t.     |
| 5    | Mario Beccia             | Mecap-Hoonved               | s.t.     |
| 6    | Roberto Ceruti           | Magniflex-Famcucine         | s.t.     |
| 7    | Corrado Donadio          | C.B.M. Fast-Gaggia          | s.t.     |
| 8    | Alfio Vandi              | Magniflex-Famcucine         | s.t.     |
| 9    | Stefano D'Arcangelo      | Sapa Assicurazioni-Frontini | s.t.     |
| 10   | Wladimiro Panizza        | Sanson-Luxor TV             | s.t.     |